# 伯尼·桑德斯的政治立场

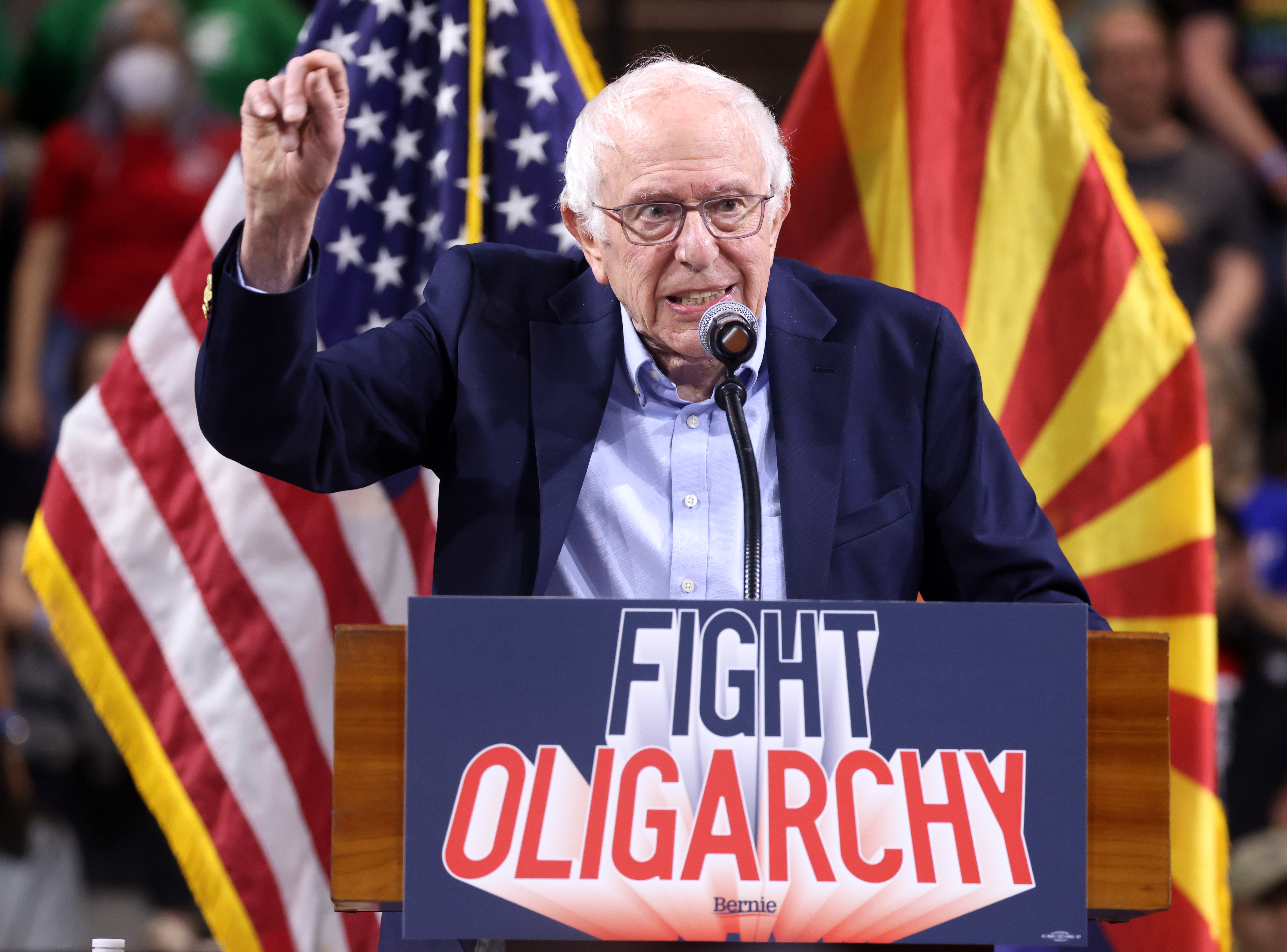
伯尼·桑德斯

伯尼·桑德斯是一位美国政治人物。他自1981年以来历任多个公职，是一名独立人士，并自称民主社会主义者。2007年起，担任佛蒙特州联邦参议员
2016年，桑德斯参加美国总统选举的民主党初选。他提出的政策主张着重于缩小经济不平等、扩大社会福利项目以及保障工人权益。大选结束后，桑德斯对唐纳德·特朗普的第一次总统任期提出批评。2019年2月，桑德斯宣布再次参选，参加2020年总统选举的民主党初选，随后于2020年4月宣布退出竞选。

## 桑德斯主义
伯尼·桑德斯的政治思想被称为桑德斯主义。桑德斯主义的核心是对美国现状的诊断：美国不是“山巅之城”和世界的灯塔，而是一堆垃圾——资本主义扭曲美国社会，导致大规模的苦难与不公。桑德斯提倡“政治革命”，认为仅靠议会妥协无法解决根本问题，只有彻底重构才能改变现状，这也是他参加美国总统选举初选期间提出广为人知的口号“不是我，而是我们”的背景——强调依靠群众运动推动变革。桑德斯主义主张让普通人的故事成为政治，将个人困境转化为政治力量，使每个人成为政治运动的主角。